# Можайка (Бурятія)
Можайка (рос. Можайка) — селище Єравнинського району, Бурятії Росії. Входить до складу Сільського поселення Егітуйське.
Населення — 1117 осіб (2015 рік).

## Постаті
- Позднякова Тетяна (* 1955) — українська легкоатлетка, марафонка, заслужений майстер спорту СРСР з легкої атлетики.